# Io canto
Io Canto – ósmy studyjny album włoskiej piosenkarki Laury Pausini, wydany w dniu 10 listopada 2006 roku. Album został również wydany w języku hiszpańskim pod nazwą Yo Canto. Płyta zawiera same znane covery włoskich piosenek z lat 70, 80 i 90.

## Lista utworów

### „Io Canto”
1. Io canto (1979)
2. Due (1993)
3. Scrivimi (1990)
4. Il mio canto libero – duet z Juanesem (1972)
5. Destinazione paradiso (1995)
6. Stella gemella (1996)
7. Come il sole all'improvviso – duet z Johnny Hallyday (1986)
8. Cinque giorni (1994)
9. La mia banda suona il rock (1979)
10. Spaccacuore (1995)
11. Anima fragile (1997)
12. Non me lo so spiegare – duet z Tiziano Ferro (2003)
13. Nei giardini che nessuno sa (1994)
14. In una stanza quasi rosa (1996)
15. Quando (1991)
16. Strada facendo (1981)
17. E non e (1993) [bonus track]